# Manolada
Manolada és un poble del Peloponès oriental, a la prefectura de Varda, on Lluís de Borgonya, que havia desembarcat a Acaia, va derrotar Ferran de Mallorca el 5 de juliol de 1316. Els barons de la regió, que havien jurat lleialtat a Ferran, es van passar al bàndol de Lluís però aquest va morir assassinat el setembre del mateix any.